# Malamine Efekele
Malamine Efekele (Livry-Gargan, 19 luglio 2004) è un calciatore francese, attaccante del Cercle Bruges in prestito dal Monaco.

## Carriera

### Club
Efekele è cresciuto nel settore giovanile del Monaco, con cui ha firmato il primo contratto professionistico nell'estate del 2022.
Il 24 gennaio 2024 è passato in prestito al Cercle Bruges e due giorni dopo ha debuttato nell'incontro di Pro League pareggiato 1-1 contro lo Standard Liegi. Nel corso di questa stagione esordisce anche nelle competizioni UEFA per club: in particolare, gioca stabilmente (5 presenze ed una rete) nella fase campionato della Conference League, che il suo club conclude all'ottavo posto, con conseguente qualificazione diretta agli ottavi di finale della competizione.

### Nazionale
Ha giocato con le nazionali giovanili francesi Under-19 ed Under-20.